# Беја (Брашов)
Беја (рум. Beia) насеље је у Румунији у округу Брашов у општини Каца. Oпштина се налази на надморској висини од 532 m.

## Становништво
Према подацима из 2002. године у насељу је живело 378 становника.

### Попис2002.
| Расподела становништва по националности 2002.‍ | Расподела становништва по националности 2002.‍ | Расподела становништва по националности 2002.‍ | Расподела становништва по националности 2002.‍ | Расподела становништва по националности 2002.‍ |
| --------------------------------------------- | --------------------------------------------- | --------------------------------------------- | --------------------------------------------- | --------------------------------------------- |
|                                               |                                               |                                               |                                               |                                               |
| Румуни                                        | Румуни                                        |                                               | 254                                           | 67,2%                                         |
| Мађари                                        | Мађари                                        |                                               | 29                                            | 7,7%                                          |
| Роми                                          | Роми                                          |                                               | 86                                            | 22,8%                                         |
| Немци                                         | Немци                                         |                                               | 9                                             | 2,4%                                          |